# Миколаївка (Довжанський район)
Микола́ївка (до 1953 року — хутір Миколаївка) — село в Україні, у Довжанській міській громаді Довжанського району Луганської області. Населення становить 53 осіб.
Знаходиться на тимчасово окупованій території України.

## Географія
Географічні координати: 48°9' пн. ш. 39°27' сх. д. Часовий пояс — UTC+2. Загальна площа села — 6 км².
Село розташоване у східній частині Донбасу за 35 км від Свердловська. Найближча залізнична станція — Довжанська, за 35 км. Через село протікає річка Медвежа.

## Історія
Хутір Миколаївка заснований 1880 року, його назва утворена від християнського свята Святого Миколая. 
З 1953 року має статус села.
12 червня 2020 року, відповідно до Розпорядження Кабінету Міністрів України № 717-р «Про визначення адміністративних центрів та затвердження територій територіальних громад Луганської області», увійшло до складу Довжанської міської громади.
17 липня 2020 року, в результаті адміністративно-територіальної реформи та ліквідації  колишніх Довжанського (1938—2020) та Сорокинського районів, увійшло до складу новоутвореного Довжанського району.

## Населення

### Мова
Розподіл населення за рідною мовою за даними перепису 2001 року:
| Мова       | Кількість | Відсоток |
| ---------- | --------- | -------- |
| українська | 49        | 92.45%   |
| російська  | 4         | 7.55%    |
| Усього     | 53        | 100%     |

За даними перепису 2001 року населення села становило 53 особи, з них 92,45% зазначили рідною мову українську, а 7,55% — російську.

## Пам'ятки
Поблизу села виявлено поселення епохи бронзи, селище раннього середньовіччя.